# قلعة المنكب

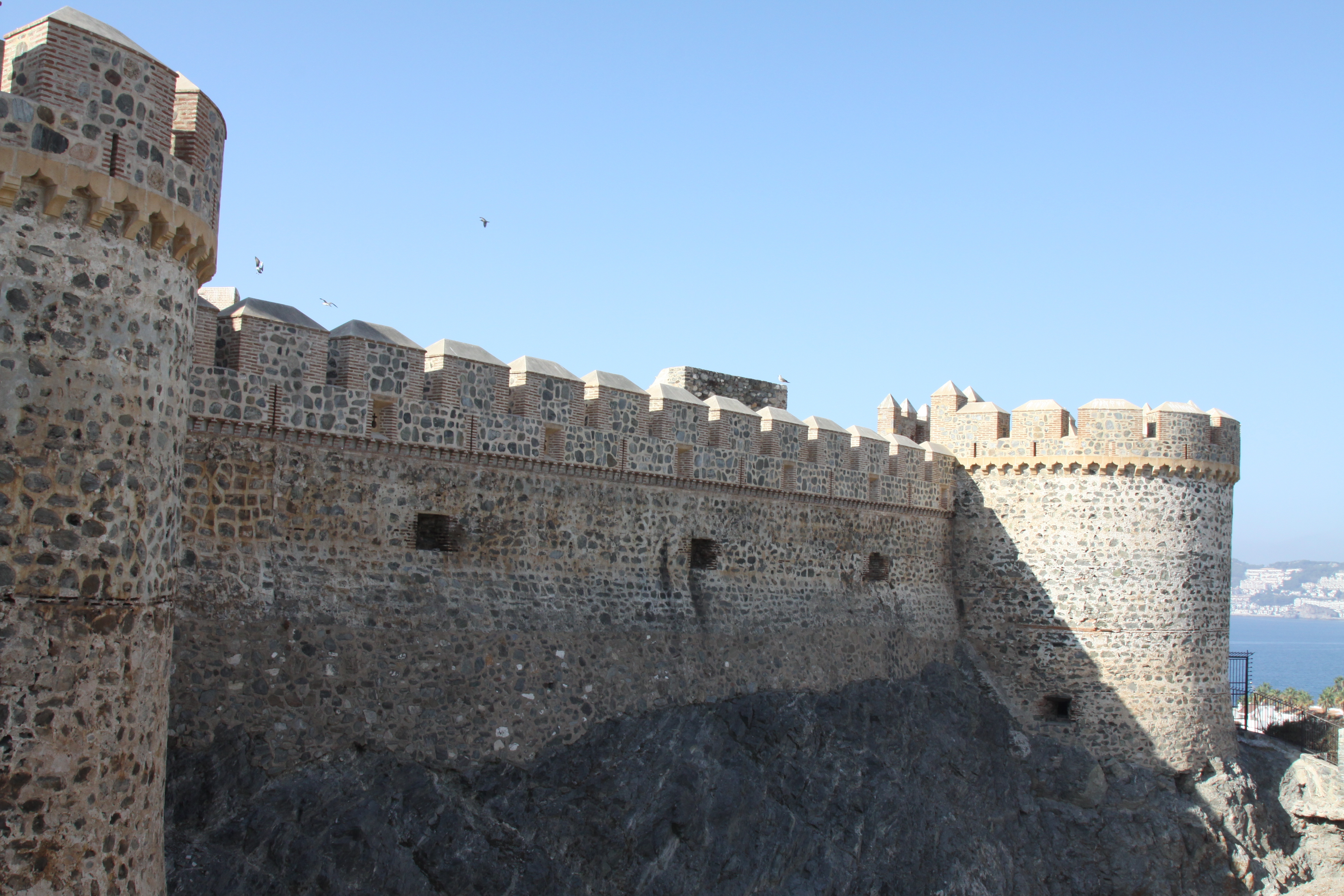
قلعة المنكب

قلعة المنكب (بالإسبانية: Castillo de San Miguel  كاستيلو دي سان ميغيل) تقع في المُنكَّب، في مقاطعة غرناطة، إسبانيا. مُحاطة ما تبقى من أسوار المدينة الأصليّة. تقع القلعة على تلة صغيرة، يصعب الوصول إليها. يعود تاريخ التحصينات الأصليّة إلى القرن الأول ق.م, مدينة بناها الرومان ورممها العرب الامويين ، وهي أول أرض أندلسية تطأها قدم عبد الرحمن الداخل حين عبوره من عدوة المغرب.  وسِّعت القلعة لتضم 40 برجًا وثلاث بوابات. تحتوي القلعة على خندقٍ واسع وجسر متحرك. أجزاء من المبنى مروَّسة بسور ذو فتحات به أشكال هرميَّة. السجن، والذي كان بالداخل، قد دمر. أعلن تسجيل القلعة تحت تصنيف معلم ثراتي إسباني سنة 1993. كما يتواجد متحفٌ صغير بأرضية القلعة.

## روابط خارجية
Coordinates: 36°43′51″N 3°41′33″W / 36.730833°N 3.6925°W